# アメリカ麻雀

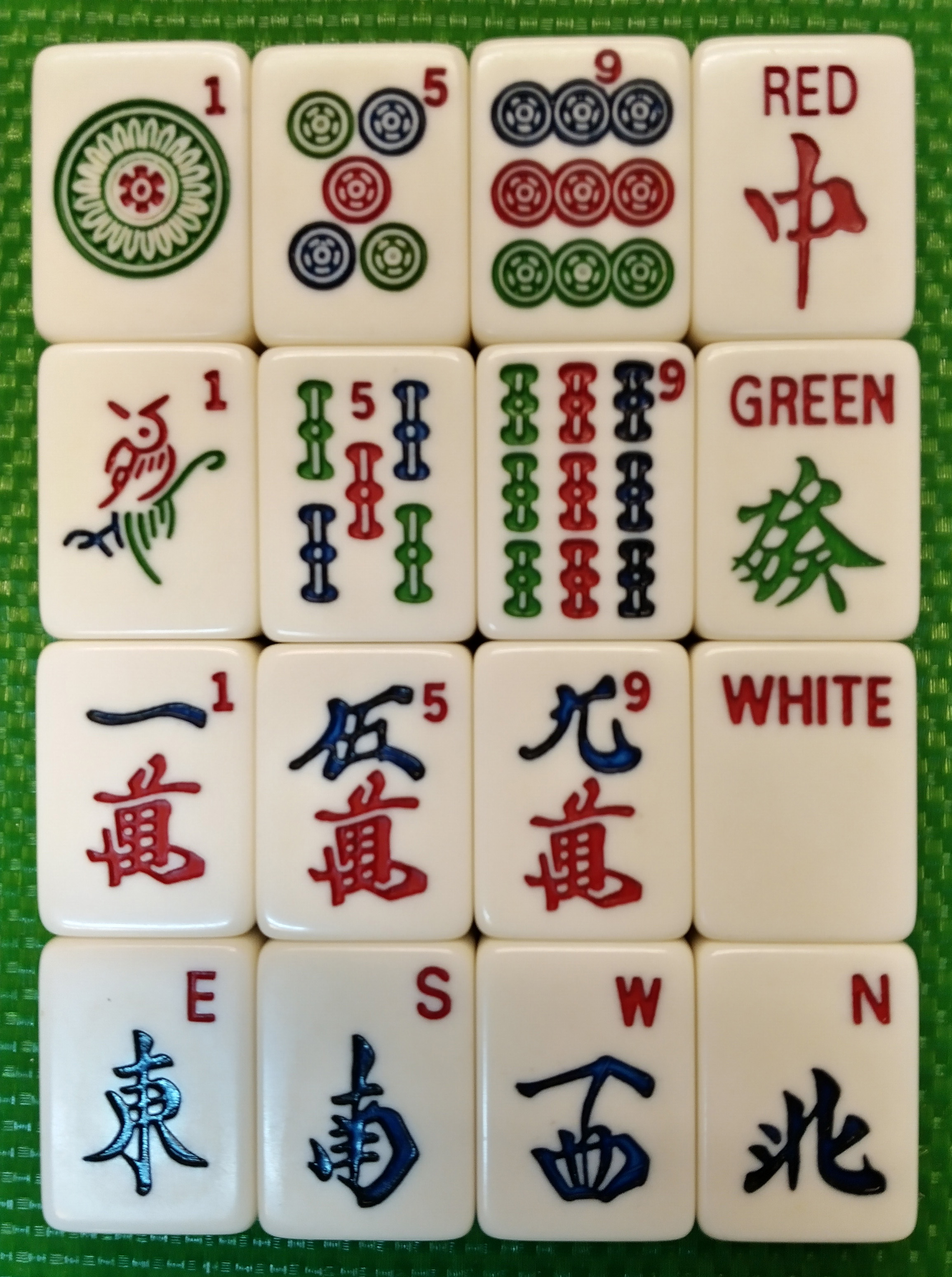
欧米製の牌には数字やアルファベットが振ってある。

アメリカ麻雀（アメリカマージャン）は、アメリカ合衆国で遊ばれている麻雀である。英語では Mahjong, Mah-Jongg など、さまざまにつづられ、また Maj と略されることもある。

## 歴史
アメリカ合衆国に麻雀がもたらされた最古の記録は、1893年のシカゴ万国博覧会において、当時イギリスの駐朝鮮公使で、中国のカードゲームの収集家として有名なウィリアム・ヘンリー・ウィルキンソンが麻雀を展示したことにはじまる。このときは麻雀という名は知られておらず、中国式ドミノの一種の「Chung-Fat（中発）」として紹介されている。あくまで展示にすぎず、麻雀が実際に遊ばれたわけではない。ウィルキンソンの1895年の論文では「麻雀(ma chioh)」の語が出現するが、これは現在の麻雀とは別のゲームを指すようである。
1920年以降に麻雀はアメリカ合衆国へ輸入された。当時の麻雀牌は主に牛骨で作られ、アメリカから牛の脛骨を輸出し、中国で加工して輸入した。高価なものであったが、1920年代に麻雀はアメリカで大流行した。1924年にはエディ・カンターらが「Since Ma Is Playing Mah Jong」を歌い、同年のブロードウェイ・ミュージカル『Sweet Little Devil』（ジョージ・ガーシュウィン作曲）でも「マージャン・ブルース」という曲が歌われている。
スタンダード・オイルの社員として中国で働いていたジョゼフ・バブコックは、1920年に英語の麻雀ルールブック（表紙の色から「Red Book」と呼ばれた）を作り、輸入麻雀セットに添付した。この本に記されたルールは役などが単純化されていた。バブコックはハイフンつきでGが2つある「MAH-JONGG」を商標登録した。
ただし、必ずしもアメリカ合衆国でバブコックのルールが広く使われたわけではなく、バブコック以外の人の書いた本では中国のルールとほぼ同じルールになっていた。1924年にバブコックら数人によって公式ルール(American Official Laws of Mah-Jongg)が出版された。このルールは基本的に当時の中国ルールと同一だったが、七対子(Seven Twins)や緑一色(All Green)などの役を含んでいた。また、安上り対策として一飜縛り(One-Double game)と一色縛り(Cleared-Hand game)のオプションが設けられていた。
1930年代になると麻雀の流行にかげりがさした。その一方、ルールにさまざまな変更が加えられた。安上り対策として順子は数を制限するか、または禁止した。さらに、花牌やジョーカー（ワイルドカード）を加えたり、高い役を作りやすくするための手牌交換（チャールストンと呼ばれる）のルールを加えるなどの工夫が行われた。
1937年に全米マージャン連盟（National Mah Jongg League、略称NMJL）が成立し、公式ルールを発表した。NMJL ルールの特徴は、役が毎年変わることで、そのため競技者は NMJL が発行するルールブックを毎年購入する必要がある。NMJL のルールはほかの麻雀とは非常に大きく異なっている。
NMJL は毎年クルーズ船の中で1週間にわたる麻雀トーナメントを開催している。
米軍ではこれとは別なルール（ライト・パターソンルールと呼ばれる）が知られる。こちらは花牌やジョーカーを使用しないが、チャールストンは含まれている。また多くの特殊な役がある。
アメリカの麻雀の特徴として、競技者の多くがユダヤ人であること、主に女性によって競技されることが挙げられる。

## 道具・用語

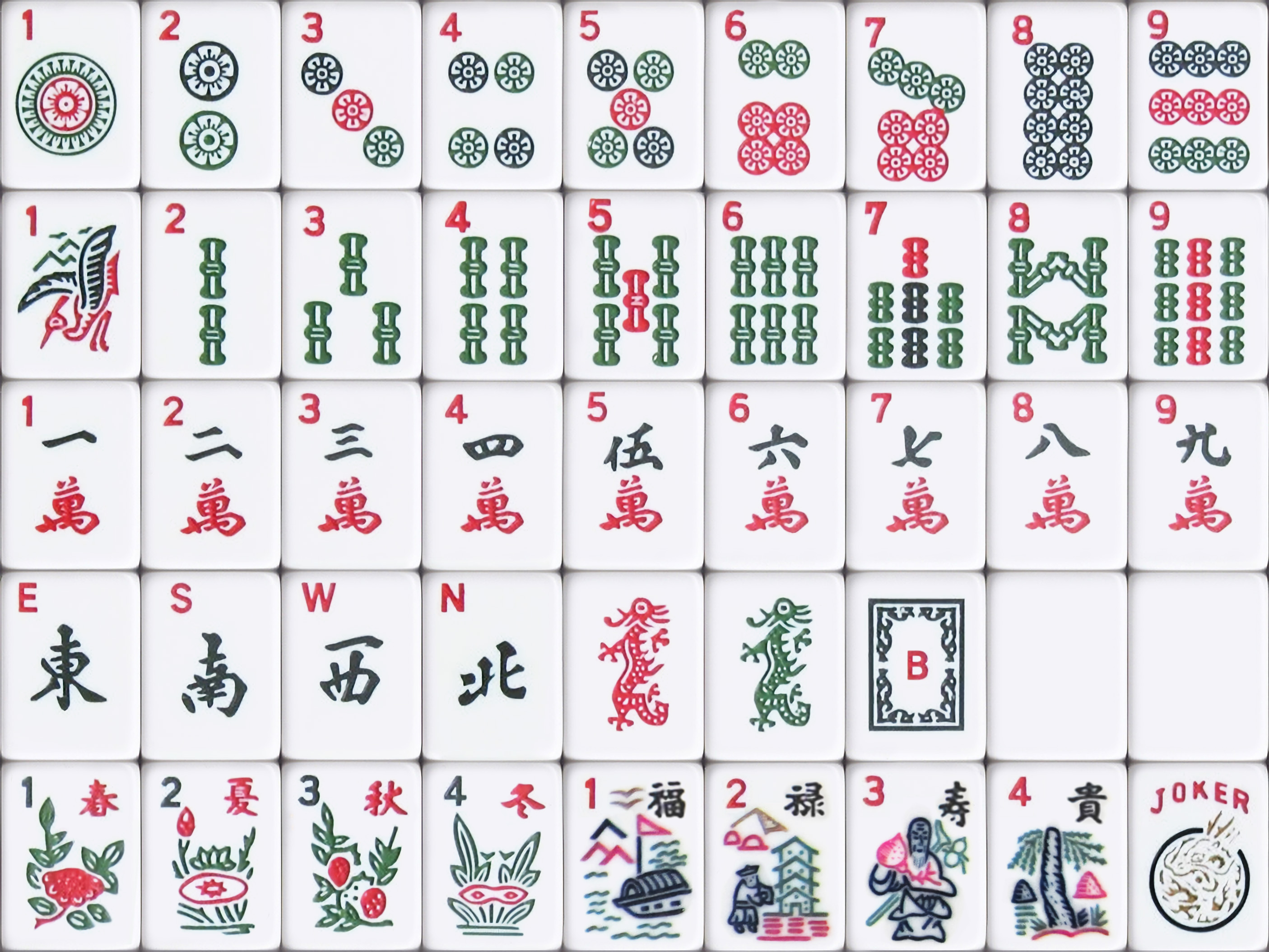
アメリカの麻雀牌

以下の説明は NMJL ルールに従い、Sandberg (2010) を元にしている。
アメリカの麻雀牌は、筒子(dots)・索子(bamboos, bams)・萬子(characters, craks)・風牌(winds)・三元牌(dragons)に加えて、8枚の花牌(flowers)と8枚のジョーカーを加えた152枚を使用する。三元牌は紅中を red dragon、緑発を green dragon、白板を white dragon（または soap）と呼ぶ。白板には四角い模様が描かれていることが多い。
筒子・索子・萬子の三つの種類をスートと呼ぶ。三元牌は紅中が萬子、緑発が索子、白板が筒子のスートに属する。風牌・花牌・ジョーカーはどのスートにも属さない。スートは役を作るときに重要になる。
中国麻雀と異なり、花牌を一枚だけさらすことはない。花牌もほかの牌と同じように扱われる。
通常、牌のほかにドミノと同様のラックを用いる。ラックは壁を作るためにも使われる。ラック上部は副露のために使われる。通常、点棒は使われない。
牌の上には通常インデックスが書かれており、数牌には 1-9 の数字、風牌には N E W S、三元牌には R G 0（白板）と書かれる（三元牌には異なる字が書かれていることもある）。花牌は赤と緑の二色にわかれ、それぞれ 1 から 4 までの数字が書かれるが、NMJL のルールでは花牌の色や数字に意味はない。
面子には同一牌の1枚(single)・2枚組(pair)・3枚組(pung)・4枚組(kong)・5枚組(quint)・6枚組(sextet)がある。したがって上がりの型は伝統的な四面子一雀頭の形をしていない。また、順子(chow)は存在しない。ジョーカーは3枚組以上でのみ使える（5枚組・6枚組では必ずジョーカーが必要になる）。ひとつの面子にジョーカーを何枚使ってもよく、ジョーカーだけの面子も認められる。他人が捨てた牌を使えるのは3枚組以上のとき（または上がるとき）のみである。捨てられたジョーカーを他人が使うことはできない。

## ゲームの進行
アメリカの麻雀では親と子の点数計算上の区別がなく、連荘もないため、誰が最初の東家になるかは適当に決めてよい。
各人は壁牌として19枚を二段に重ねる。東家が2個のサイコロを振って開門位置を決める。手牌の枚数は日本の麻雀と同じ13枚（東は14枚）である。
手牌を得たのち、手牌交換（チャールストン）を行う。各人が同時に、以下の3段階で行われる。
1. 手牌のうち、不要な3枚を右隣（下家）に渡し、左隣（上家）から3枚を得る。
2. 手牌のうち、不要な3枚を対面に渡し、対面から3枚を得る。
3. 手牌のうち、不要な3枚を左隣（上家）に渡し、右隣（下家）から3枚を得る。

最後の段階で、手牌のうちに他人に渡したい牌が3枚に満たない場合は、受け取った牌をそのまま渡すことも可能である。このときは受け取った牌をめくって見てはならない。
チャールストンは2回行う。2回目は誰かがやりたくないと言えば省略されるが、普通は省略されない。2回目のチャールストンは1回目とは逆の手順を踏んで行われる。
チャールストン終了後、さらに合意があれば対面と手牌を交換することができる（最大3枚）。
以降は日本の麻雀とほぼ同様に進行する。上がるときには「Mah Jongg」と言う。王牌は存在せず、すべての牌を使用する。暗槓をさらすことはないし、加槓もない。ドラや嶺上牌も存在しない。
ジョーカーを含む面子がさらされている時に、さらされているジョーカー以外の牌と同じ牌が手牌中にある（または引いた）場合、その牌をさらしてあるジョーカーと交換することができる。交換することによって和了した場合は、自摸とみなされる。

## NMJLカードとその戦略への影響
アメリカ麻雀におけるナショナル・マージャン・リーグ（NMJL）のカードは、ゲームの中心的な要素であり、NMJLルールに基づく公式の和了手（あがりて）を定めています。このカードは毎年4月に更新され、プレイヤーはその年に有効な手牌の組み合わせをカードから選び、和了を目指します。各手牌には固定の点数が設定されており、この点数は通常25点から75点の範囲です。この毎年変わるカードシステムは、中国古典麻雀や日本のリーチ麻雀のように有効な手牌が固定されている他の麻雀とは異なり、NMJLルールの独自性を際立たせています。この変化するカードは、プレイヤーに新たな戦略的挑戦と機会をもたらし、毎年異なるアプローチを要求します。

### NMJLカードの構造と内容
NMJLカードは、テーマごとに分類された手牌のリストで構成されています。例えば、「年手（Year Hands）」「クイント（Quints）」「連続手（Consecutive Runs）」などのカテゴリがあり、特定の要件を示すために色分けされています。以下はその例です：
- 青で示された手牌は単一のスート（筒子、索子、萬子のいずれか）のみを使用する必要があり。
- 緑と赤で示された手牌は任意の2つのスート（筒子、索子、萬子から2つ）を使用でき、柔軟性がありますが。
- 緑、赤、青の3色で示された手牌は3つのスート（筒子、索子、萬子）すべてを使用する必要があり。

各手牌には点数が割り当てられており、難易度が高いほど点数も高くなります。一部の手牌は「門前（Concealed）」とマークされており、鳴き（他のプレイヤーの捨て牌を使用すること）せずに完成させる必要があります。一方、「鳴き可（Exposed）」の手牌は、捨て牌を活用して完成させることが可能です。カードには特別な表記もあり、例えば：
- 「NEWS」は、北、東、西、南の風牌を各1枚ずつ含む手牌を意味します。
- 「年手」、例えば「2025」は、2、0、2、5の牌（0は白板で表されることが多い）を揃える必要があります。
- 「ビッグハンド」は、複数のカン（4枚組）やクイント（5枚組）を必要とする高得点の手牌で、ジョーカーの使用が不可欠な場合が多いです。

NMJLはこれらの手牌の著作権を保持しており、プレイヤーは毎年10～12ドル程度で新しいカードを購入する必要があります。この費用はリーグの運営費やトーナメントの開催、ルールの標準化に充てられます。
NMJLカードの毎年変わる性質は、ゲームプレイを根本的に形成し、プレイヤーにさまざまな戦略的考慮を求めます。リーチ麻雀の役選びやドラ牌への対応に似た要素もありますが、カードの変化が新たな挑戦を加えます。

### 手牌の選択と優先順位
ゲーム開始時に、プレイヤーは配牌を分析し、NMJLカード上のどの手牌が実現可能かを判断します。例えば、風牌が多い場合は「NEWS」（25点）を狙うかもしれませんし、ジョーカーが多い場合は「クイント」（40～50点）を狙うかもしれません。カードには通常50～60の手牌しか載っていないため、プレイヤーは自分の手牌、捨て牌、相手の副露（ふろ）状況を考慮して優先順位を決める必要があります。これはリーチ麻雀で「どの役を狙うか」を考えるプロセスに似ていますが、毎年変わるカードに対応する柔軟性が求められます。

### 牌の効率性と柔軟性
カードの多様な手牌は、牌の効率性と柔軟性のバランスをプレイヤーに要求します。例えば、「連続手」（例えば、同じスートで1-2-3と4-5-6）を目指している場合でも、必要な牌が早々に捨てられたら、「ペアとポン」の組み合わせに切り替える必要があります。ジョーカーは3枚以上の面子で任意の牌の代わりに使えるため、この柔軟性を高めます。プレイヤーはジョーカーを高得点の手牌（例えば「オールグリーン」、50点）に使うか、早めに使って安全に進めるかを戦略的に判断する必要があります。ジョーカーは捨て牌から取れないため、リーチ麻雀のドラ牌のように「ラッキー要素」もありますが、使いどころが重要です。

### 守備力と卓の状況把握
NMJLカードの固定された手牌は、相手の戦略を推測する手がかりを提供します。例えば、相手が緑発のポン（3枚組）を副露した場合、「オールグリーン」を狙っている可能性があり、他のプレイヤーは緑牌を捨てないように注意します。この守備的なプレイは、リーチ麻雀のフリテン（振り込み防止）を意識する状況に似ています。ただし、カードが毎年変わるため、相手の狙いを再学習する必要があり、卓の状況把握に新たな複雑さが加わります。

### リスクとリターンのトレードオフ
カードの点数設定は、リスクとリターンのトレードオフを生み出します。プレイヤーは高得点の手牌の難易度と完成可能性を天秤にかけます。例えば、「門前ビッグハンド」（4つのカン、75点）は大きなリターンをもたらしますが、正確な引きと複数のジョーカーが必要です。一方、単純な「ペアとポン」（25点）は完成しやすいものの点数が低いです。プレイヤーは自分の手牌、ジョーカーの数、相手の進行状況を評価し、高リスク・高リターンの手牌を狙うか、安全な低得点の手牌を選ぶかを決めます。この意思決定は、リーチ麻雀の門前と鳴きの選択に似ていますが、カードの年次変化が独自の影響を与えます。

## 点数
役がなければ上がることはできないが、役は毎年変わり、また NMJL が著作権を持っているため、ここに一覧を示すことはできない。ルールブックに「NEWS」と書いてある場合は、北・東・西・南を1枚ずつ含むことを意味する。「2015」とある場合は、同じスートの2・1・5および白板（0を意味する）を1枚ずつ揃える必要がある。「GGGG」とあれば、緑発の4枚組が必要である。役は青・赤・緑の三色で記してあり、たとえば青一色で記されている場合は、ひとつのスートのみを使わなければならない。門前のみの役(concealed hand)のものと、鳴いてよい役(exposed hand)がある。
役の最低点数は25点である。ロンの場合、放銃した者は点数の2倍を、それ以外の2人は点数だけを払う。自摸の場合、3人とも点数の2倍を払う。3枚以上の組をすべてジョーカーなしに作った場合は点数が2倍になる。